# Yūta Wakimoto
Yūta Wakimoto (脇本 雄太, Wakimoto Yūta, né le 21 mars 1989 à Fukui) est un coureur cycliste japonais. Spécialiste des épreuves de vitesse sur piste, il est notamment vice-champion du monde du keirin en 2020.

## Palmarès

### Jeux olympiques
- Rio 2016
  - 21e du keirin
- Tokyo 2020
  - 11e de la vitesse individuelle

### Championnats du monde
| Édition / Épreuve | Keirin | Vitesse individuelle |
| Cali 2014         | 21e    |                      |
| Londres 2016      | 5e     |                      |
| Hong Kong 2017    | 25e    |                      |
| Apeldoorn 2018    | 9e     | 16e                  |
| Pruszków 2019     | 8e     | 25e                  |
| Berlin 2020       | Argent |                      |

### Coupe du monde
- 2017-2018
  - 1er du keirin à Santiago
- 2018-2019
  - 1er du keirin à Saint-Quentin-en-Yvelines

### Coupe des nations
- 2021
  - 2e du keirin à Hong Kong
  - 2e de la vitesse à Hong Kong

### Championnats d'Asie
- Astana 2014
  -  Champion d'Asie de keirin
  -  Médaillé d'argent du kilomètre
- Nakhon Ratchasima 2015
  -  Médaillé d'argent du keirin
- New Dehli 2017
  -  Champion d'Asie de keirin
  -  Médaillé de bronze de la vitesse individuelle
- Jakarta 2019
  -  Champion d'Asie de keirin
- Jincheon 2020
  -  Champion d'Asie de keirin
  -  Médaillé d'argent de la vitesse individuelle

### Championnats nationaux
- Champion du Japon du kilomètre en 2014